# Aeródromo de Palma Sola
El Aeródromo de Palma Sola (Código DGAC: PXA), también conocido como Aeródromo "Boca de la Loma", es un pequeño campo de aviación ubicado en Palma Sola, municipio de Alto Lucero de Gutiérrez Barrios, Veracruz. Cuenta con una pista de aterrizaje de 800 metros de largo y 20 metros de ancho, además de una pequeña plataforma de aviación, la cual fue rehabilitada en 2009 debido al mal estado de la misma.